# سن-الوآ، کبک
سَن-اِلوآ (به فرانسوی: Saint-Éloi) قصبه‌ای در منطقه شهری له باسک ناحیه با-سن-لوران در استان کبک کانادا است. در سرشماری سال ۲۰۱۱ این قصبه ۳۴۵ نفر جمعیت داشته‌است و مساحت آن ۶۷٫۶۹ کیلومتر مربع است.